# Viroqua (Wisconsin)
Viroqua es una ciudad ubicada en el condado de Vernon en el estado estadounidense de Wisconsin. En el Censo de 2010 tenía una población de 4.362 habitantes y una densidad poblacional de 443,67 personas por km².

## Geografía
Viroqua se encuentra ubicada en las coordenadas 43°33′27″N 90°53′12″O / 43.55750, -90.88667. Según la Oficina del Censo de los Estados Unidos, Viroqua tiene una superficie total de 9.83 km², de la cual 9.83 km² corresponden a tierra firme y (0%) 0 km² es agua.

## Demografía
Según el censo de 2010, había 4.362 personas residiendo en Viroqua. La densidad de población era de 443,67 hab./km². De los 4.362 habitantes, Viroqua estaba compuesto por el 97.11% blancos, el 0.6% eran afroamericanos, el 0.25% eran amerindios, el 0.55% eran asiáticos, el 0.07% eran isleños del Pacífico, el 0.41% eran de otras razas y el 1.01% pertenecían a dos o más razas. Del total de la población el 1.01% eran hispanos o latinos de cualquier raza.